# Hanna Jensen
Hanna Jensen, född 1970, är en finländsk journalist och författare. Hon har skrivit två böcker om sina upplevelser när hennes föräldrar drabbades av Alzheimers sjukdom.
År 2009 fick Jensens far diagnosen Alzheimers sjukdom. Han avled 2012 och året efter utkom hon med boken 940 päivää isäni muistina (svenska: 940 dagar som min pappas minne). Två år senare, 2015, fick Jensens mor samma diagnos och hon valde då att skriva en bok även om detta sjukdomsfall. Boken Äitini muistina, toinen kierros (svenska: Som min mammas minne, andra omgången) kom ut 2022. Jensen har i en intervju beskrivit att medan hennes far blev tyst och tillbakadragen så blev modern aktiv, företagsam och ilsken.
Den 2 augusti 2023 är Jensen planerad att berätta om sina erfarenheter i radioprogrammet Vegas sommarpratare.
Hon studerar för närvarande logoterapi.